# Trachypogon
Trachypogon é um género botânico pertencente à família Poaceae.